# Paškuwatti
Paškuwatti war eine Magierin aus Arzawa. Von ihr ist ein hethitischer Ritualtext (CTH 406; 14. Jahrhundert v. Chr.) aus den Archiven von Ḫattuša überliefert, der einen Mann von seiner sexuellen Impotenz oder Homosexualität heilen soll.

## Aufbau des Rituals
Das mittelhethitische Ritual der Paškuwatti wendet sich an einen Mann, der keine Nachkommenschaft oder kein Verlangen nach Frauen hat. Es dauert drei Tage und ihr dient eine junge Frau als Gehilfin. Zu Beginn des Rituals wird die Göttin Uliliyašši angerufen und beopfert. Nachdem der Betroffene sich gewaschen hat, geht er mit Paškuwatti und der jungen Frau aufs Land, wo aus Schilf ein Tor gebaut wird, das mit weißer und roter Wolle zusammengebunden wird. Die Magierin gibt dem Mann Spindel und Rocken in die Hände, worauf dieser das Schilftor durchschreitet. Dann werden ihm die weiblichen Attribute weggenommen und durch Bogen und Pfeil ersetzt und Paškuwati spricht zu ihm: „Ich habe Weiblichkeit von dir genommen und Männlichkeit zurückgegeben. Wirf dein Verhalten einer Frau weg, nimm das Verhalten eines Mannes an!“
Dann wird im Haus ein Tisch mit Opfergaben für Uliliyašši aufgestellt, wo der Göttin ein Schaf geopfert wird. Nachts schläft der Mann in einem Bett vor dem Tisch und erzählt anderntags der Magierin seinen Traum, nämlich ob die Göttin sich ihm in ihrer Gestalt gezeigt habe und mit ihm geschlafen habe oder nicht. War die Behandlung erfolgreich, spendet der Mann der Göttin entweder einen Pithos, eine ḫuwaši-Stele oder eine Statue. Sieht er die Göttin nicht, wird das Ritual fortgeführt.

## Interpretation

### Spindel und Rocken
Das zentrale magische Ritual ist das Durchschreiten eines Tores, das einen Übergang von einem Zustand in einen anderen einleiten soll. Spindel und Rocken waren bei den Hethitern die Attribute einer Frau. Umgekehrt wurden dem hethitischen Feldherrn Šanta, aufgrund seiner Feigheit, in aller Öffentlichkeit seine Pfeile und Keule durch Spindel und Schminkpinsel ersetzt. In hethitischen Militäreiden wurden Spindel und Rocken vorgeführt und ein Pfeil zerbrochen, um zu zeigen, was bei Eidbruch einen Soldaten erwartet.

### Impotenz oder Homosexualität
Das Ritual der Paškuwatti wurde in früheren Abhandlungen als Ritual gegen männliche Impotenz gedeutet. Dieser Interpretation widerspricht eine Abhandlung von Jared. L. Miller, Professor für Assyriologie und Hethitologie. Ausschlaggebend ist die Aufforderung des betroffenen Mannes, sein weibliches Verhalten gegen männliches auszutauschen, da männliche Impotenz nicht als Verhalten gewertet werden kann. Im Text findet sich zudem eine Stelle, wonach ein Jungfrau, die zum Betroffenen geschickt wird, und sich seinen Lenden näherte, befindet: „Aber dieser Sterbliche ist von Scheiße und Pisse.“ Frühere Deutung deuteten dies, dass der Penis des Mannes nur urinieren, aber nicht ejakulieren könne. Damit wird jedoch der Ausdruck „Scheiße“ nicht erklärt. Eher dürfte hier eine Andeutung auf Analverkehr bestehen und generell eine Abwertung männlicher Homosexualität bestehen. Auch der Traum macht nicht viel Sinn bei einem heterosexuellen impotenten Manne, da ein solcher sehr wohl sexuelle Träume mit Frauen haben kann. Die Interpretation von Miller wird von der Forschung allgemein akzeptiert und es wird erwogen, ob das Ritual der Anniwiyani ebenfalls in diese Richtung gedeutet werden kann.

## Einzelbelege
1. ↑  Volkert Haas: Rituell-magische Aspekte in der althethitischen Strafvollstreckung. In: Manfred Hutter, Sylvia Hutter-Braunsar (Hrsg.): Offizielle Religion, lokale Kulte und individuelle Religiosität (= Alter Orient und Altes Testament. 318). Ugarit-Verlag, Münster 2004, ISBN 3-934628-58-3, S. 213–226, hier S. 218 f.
2. ↑  Volkert Haas: Rituell-magische Aspekte in der althethitischen Strafvollstreckung. In: Manfred Hutter, Sylvia Hutter-Braunsar (Hrsg.): Offizielle Religion, lokale Kulte und individuelle Religiosität (= Alter Orient und Altes Testament. 318). Ugarit-Verlag, Münster 2004, ISBN 3-934628-58-3, S. 213–226, hier S. 219.
3. ↑  Jared L. Miller: Paskuwatti’s Ritual: Remedy for Impotence or Antidote to Homosexuality? In: Journal of Ancient Near Eastern Religions. Bd. 10, Nr. 1, 2010, S. 83–89.

| Personendaten    | Personendaten           |
| ---------------- | ----------------------- |
| NAME             | Paškuwatti              |
| KURZBESCHREIBUNG | Magierin                |
| GEBURTSDATUM     | 14. Jahrhundert v. Chr. |
| STERBEDATUM      | 14. Jahrhundert v. Chr. |